# Midway (hrabstwo Gadsden)
Midway – miasto w Stanach Zjednoczonych, w stanie Floryda, w hrabstwie Gadsden.

## Demografia
W 2010 zamieszkiwały w nim 3004 osoby. W 2023 liczba mieszkańców wzrosła do 3478 osób, a gęstość zaludnienia przekroczyła 351 osób/km².